# Konstantyna (Polska)
Konstantyna – wieś w Polsce, położona w województwie łódzkim, w powiecie łódzkim wschodnim, w gminie Rzgów.
Wieś założona ok. 1850 roku jako kolonia w gminie Wiskitno. Nazwa pochodzi od imienia jednego z członków rodziny Szerszeńskich.
Przez wieś przebiega droga asfaltowa, powiatowa nr 02941E. W latach 1975–1998 miejscowość administracyjnie należała do ówczesnego województwa łódzkiego.